# Лазаренко Михайло Степанович
Лазаренко Михайло Степанович (*24.09.1916, с. Ярошівка Талалаївського району Чернігівської області — †08.06.1992, м. Чернівці) — український письменник, журналіст, редактор. Член Спілки журналістів СРСР.

## Біографія
М.Лазаренко народився 24 вересня 1916 року в с. Ярошівка Талалаївського району Чернігівської області. У 1935—1938 рр. навчався у Харківському газетному технікумі імені Миколи Островського. Працював у Житомирській обласній газеті «Червоне Полісся» (1938—1941). Учасник Великої Вітчизняної війни. У 1945—1951 рр. кореспондент газети «Радянська Україна», з 1951 р. — у газеті «Радянська Буковина» (м. Чернівці): заступник, у 1972—1992 рр. — редактор, кореспондент.

## Творча діяльність
Михайло Лазаренко автор численних гуморесок у різних збірниках, часописах: «Крокодил» (Москва), «Перець» (Київ), «Кіперуш» (Кишинів), «Дніпро», «Україна» (Київ), «Жовтень» (Львів), «Буковина» (Чернівці).

## Книги письменника
- Нема життя вуйні Василині (1960).
- Вуйна Домна перевиховується (1965).
- Скарга у вищі інстанції (1970).
- Дресирований короп (1975).